# Piragüismo en los Juegos Olímpicos de Londres 2012 – Eslalon K-1 masculino
La prueba de eslalon K-1 masculino de piragüismo en los Juegos Olímpicos de Londres 2012, se llevó a cabo entre el 29 al 1 de agosto, en el Lee Valley White Water Centre en Hertfordshire.

## Horario
Todas las horas están en horario de verano (UTC+1)
| Fecha                          | Tiempo        | Ronda      |
| ------------------------------ | ------------- | ---------- |
| Domingo, 29 de julio de 2012   | 14:24 & 16:36 | Series     |
| Miércoles, 1 de agosto de 2012 | 13:30         | Semi-final |
| Miércoles 1 de agosto de 2012  | 15:15         | Final      |

## Resultados

### Series
| Rank | Nombre                  | Bajada preliminar | Bajada preliminar | Bajada preliminar |
| Rank | Nombre                  | Bajada 1          | Bajada 2          | mejor bajada      |
| ---- | ----------------------- | ----------------- | ----------------- | ----------------- |
| 1    | Hannes Aigner (GER)     | 92.56             | 83.49             | 83.49             |
| 2    | Daniele Molmenti (ITA)  | 91.40             | 86.68             | 86.68             |
| 3    | Samuel Hernanz (ESP)    | 87.07             | 91.25             | 87.07             |
| 4    | Vavřinec Hradílek (CZE) | 87.44             | 87.66             | 87.44             |
| 5    | Mathieu Doby (BEL)      | 92.74             | 87.92             | 87.92             |
| 6    | Peter Kauzer (SLO)      | 90.98             | 88.10             | 88.10             |
| 7    | Mike Kurt (SUI)         | 88.14             | 88.48             | 88.14             |
| 8    | Mateusz Polaczyk (POL)  | 88.51             | 90.60             | 88.51             |
| 9    | Mike Dawson (NZL)       | 90.90             | 88.58             | 88.58             |
| 10   | Helmut Oblinger (AUT)   | 88.81             | 92.66             | 88.81             |
| 11   | Richard Hounslow (GBR)  | 94.40             | 89.12             | 89.12             |
| 12   | Eoin Rheinisch (IRL)    | 89.97             | 90.72             | 89.97             |
| 13   | Etienne Daille (FRA)    | 90.12             | 241.73            | 90.12             |
| 14   | Benjamin Boukpeti (TOG) | 95.28             | 90.52             | 90.52             |
| 15   | Kazuki Yazawa (JPN)     | 96.66             | 92.57             | 92.57             |
| 16   | Scott Parsons (USA)     | 94.16             | 141.72            | 94.16             |
| 17   | Huang Cunguang (CHN)    | 94.40             | 94.54             | 94.40             |
| 18   | Warwick Draper (AUS)    | 95.20             | 95.08             | 95.08             |
| 19   | Hermann Husslein (THA)  | 100.67            | 95.11             | 95.11             |
| 20   | Michael Tayler (CAN)    | 155.89            | 97.64             | 97.64             |
| 21   | Jonathan Akinyem (NGR)  | 104.70            | 146.95            | 104.70            |
| 22   | Dinko Mulić (CRO)       | 293.58            | 143.28            | 143.28            |

     Calificado para semifinales

### Semifinales
| Rank | Nombre                  | Bajada semi-final     | Bajada semi-final |
| Rank | Nombre                  | Penalidad de segundos | Tiempo            |
| ---- | ----------------------- | --------------------- | ----------------- |
| 1    | Peter Kauzer (SLO)      | 2                     | 96.02             |
| 2    | Mateusz Polaczyk (POL)  | 0                     | 96.36             |
| 3    | Daniele Molmenti (ITA)  | 0                     | 96.37             |
| 4    | Samuel Hernanz (ESP)    | 0                     | 97.18             |
| 5    | Hannes Aigner (GER)     | 2                     | 97.60             |
| 6    | Benjamin Boukpeti (TOG) | 0                     | 98.13             |
| 7    | Helmut Oblinger (AUT)   | 0                     | 98.99             |
| 8    | Vavřinec Hradílek (CZE) | 2                     | 99.58             |
| 9    | Kazuki Yazawa (JPN)     | 0                     | 99.99             |
| 10   | Etienne Daille (FRA)    | 0                     | 100.55            |
| 11   | Mathieu Doby (BEL)      | 2                     | 102.58            |
| 12   | Richard Hounslow (GBR)  | 2                     | 104.30            |
| 13   | Mike Kurt (SUI)         | 50                    | 147.35            |
| 14   | Eoin Rheinisch (IRL)    | 50                    | 153.98            |
| 15   | Mike Dawson (NZL)       | 100                   | 207.63            |

     calificado para la final

### Final
| Rank              | Nombre                  | Bajada final          | Bajada final |
| Rank              | Nombre                  | Penalidad de segundos | Tiempo       |
| ----------------- | ----------------------- | --------------------- | ------------ |
| Medalla de oro    | Daniele Molmenti (ITA)  | 0                     | 93.43        |
| Medalla de plata  | Vavřinec Hradílek (CZE) | 0                     | 94.78        |
| Medalla de bronce | Hannes Aigner (GER)     | 0                     | 94.92        |
| 4                 | Mateusz Polaczyk (POL)  | 0                     | 96.14        |
| 5                 | Samuel Hernanz (ESP)    | 0                     | 96.95        |
| 6                 | Peter Kauzer (SLO)      | 6                     | 101.01       |
| 7                 | Etienne Daille (FRA)    | 2                     | 101.87       |
| 8                 | Helmut Oblinger (AUT)   | 0                     | 104.28       |
| 9                 | Kazuki Yazawa (JPN)     | 0                     | 104.44       |
| 10                | Benjamin Boukpeti (TOG) | 52                    | 152.23       |